# Bateleras
Batelera es una expresión popular con la que, desde el siglo XVI, se designa el oficio que realizaban las mujeres, dueñas de bateles, barcos y botes, en puertos, como el de Bilbao, Rentería, Lezo y, sobre todo, en el de Pasajes. El trabajo que llevaban a cabo consistía en el transporte de cargas, el paso de mercancías y personas de una a otra orilla, así como el acarreo y venta de lastre para los buques. Además se encargaban del atoaje que consistía en el remolque mediante chalupas a remo, para facilitar su entrada a puerto. Asimismo colaboraban con los astilleros en la botadura de los barcos remolcándolos hasta el lugar de fondeo.

## Origen
Las descripciones y referencias respecto de las bateleras las hay desde escritos de viajes de los siglos XVII y XVIII hasta textos del siglo XIX y XX. En estos transmiten una imagen estereotipada de estas mujeres que gira en torno a la belleza física y moral propias de la Edad Media, de virtudes morales y varoniles, pero sin mencionar la rudeza del trabajo y las condiciones físicas que requería. En 1618 Lope de Vega, en su obra “Los ramilletes de Madrid” las plasma como las remeras de Pasajes:

“Ellas son los remeros/de aquestas barcas del Pasaj ; unas barcas adornadas también con ramos y flores:… sus popas enramadas/de laureles y flores coronadas”

La disciplina de Historia de las mujeres, y las investigaciones y estudios desde la perspectiva de género son indispensables para conocer la realidad de las bateleras, mujeres que gobiernan un batel o barco pequeño.
En Santander y en los puertos cercanos al Bidasoa las mujeres realizan trabajos tan rudos como los hombres, formando tipos tan hombrunos y famosos como las bateleras de Pasajes

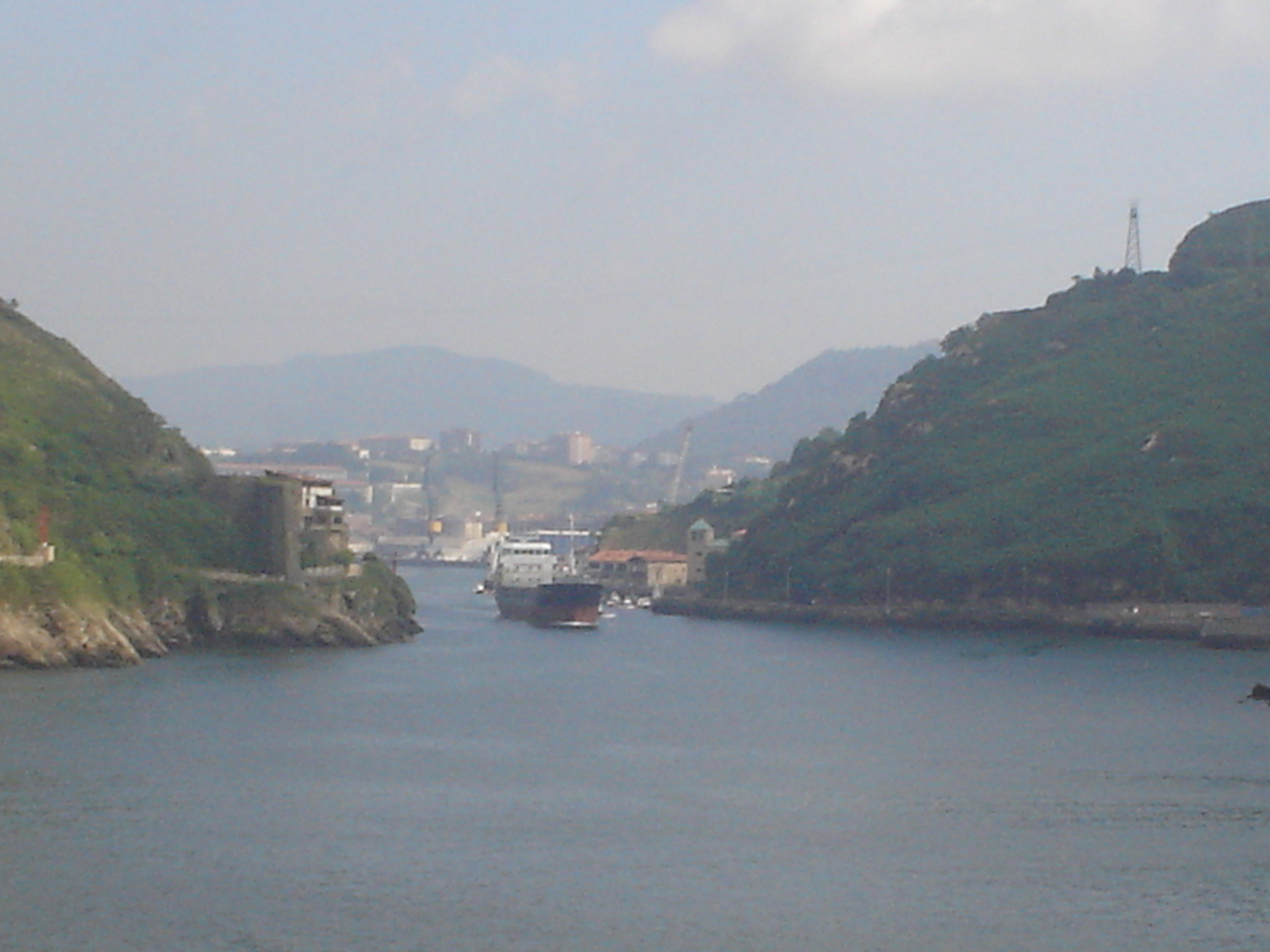
Bocana en la entrada del Puerto de Pasajes

Las condiciones naturales del Puerto de Pasajes obligaban a realizar el atoaje que consistía en que doce, catorce o dieciséis hombres remolcaban a remo, por el estrecho canal, el buque mercante. 
La ausencia de los hombres cuando iban a tierras lejanas a trabajar en la pesca del bacalao y la caza de ballenas, fue el detonante para que las mujeres se hicieran cargo del atoaje.

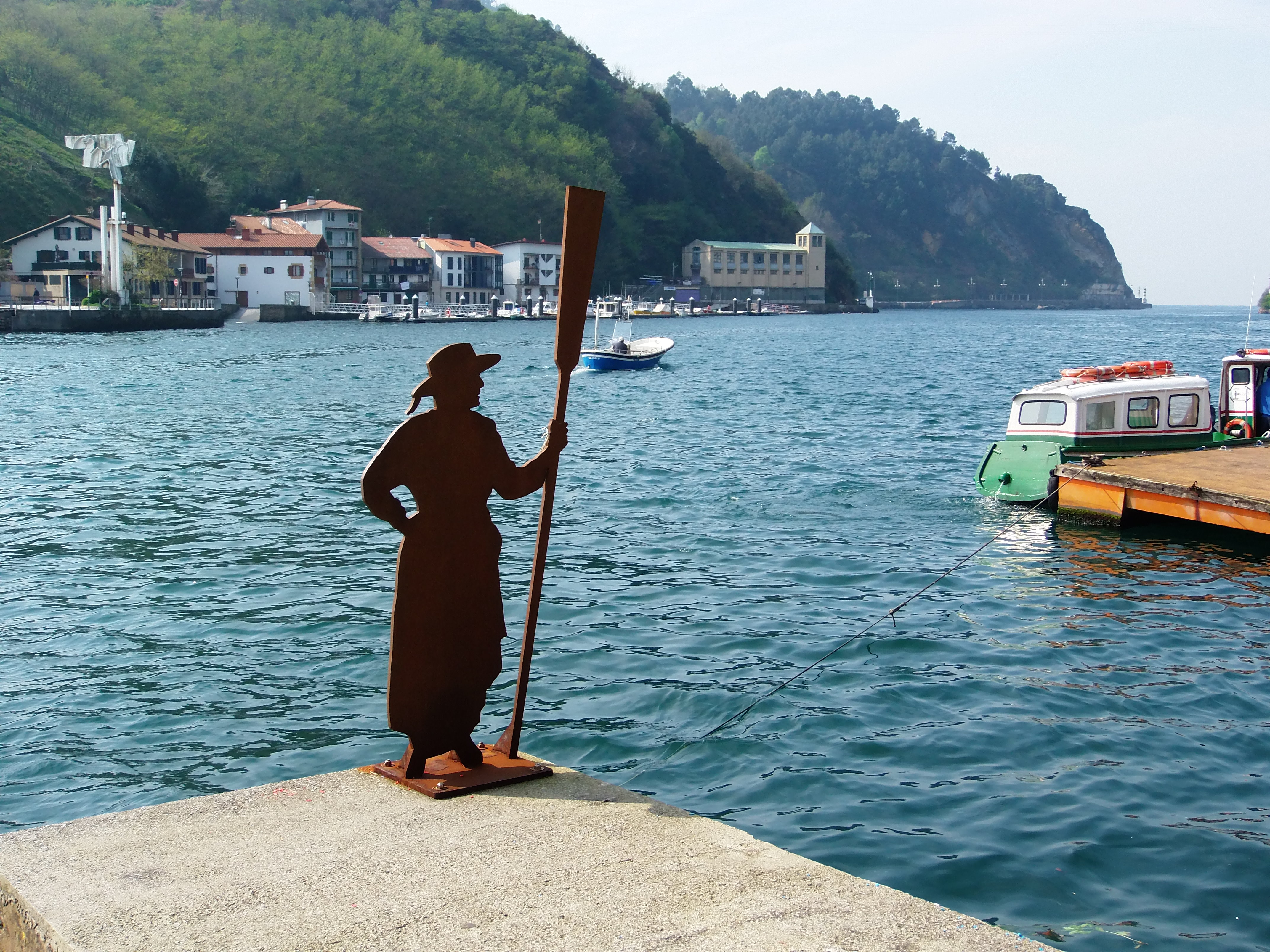
Monumento a las Bateleras en Pasajes

## Historia
Desde 1962 se celebra una regata de bateleras el día 31 de julio para celebrar las fiestas de San Ignacio de Pasajes. En las Ordenanzas de Portugalete se prohíbe a bateleras, conductoras de pequeñas embarcaciones, carros o pinazas llevar mercancías a otras villas (“ni en carros ni en pinazas nin por bateles nin mozos nin mozas”).
El historiador, José Antonio Azpiazu señaló que las mujeres participaba también en el transporte de diversos productos como el aceite utilizando machos y borricos. En la villa de Bilbao había seis pasadoras de trigo o cargueras y dieciséis más para repartir el trigo en las casas particulares. Estas cargueras no sólo transportaban trigo, sino también materiales para construcciones dentro del transporte de mercancías a otras villas.
Desde al menos el siglo XVI hasta principios del siglo XX, hay constancia escrita en los libros municipales de los ayuntamientos de Pasajes de San Juan y Rentería, de que quienes se dedicaban tanto a estas labores, como al transporte de pasajeros y mercancías de un lado a otro de la bahía o de los barcos a tierra, eran las mujeres vecinas de Rentería, Lezo y de Pasajes de San Juan y San Pedro, puesto que los hombres normalmente se hallaban embarcados en barcos pesqueros, mercantes o de guerra.
Aunque a lo largo de la Historia muchos hombres las han mencionado en sus libros o cartas, en 1679 la única que nos describe a estas bateleras con un poco más de detalle es Marie Catherine Le Jumel, Madame dÁulnoy, condesa de Aulnoyː

"Estas mozas son altas, de cintura delgada y color moreno, sus dientes blanquísimos y admirables; su cabello negro y lustroso como el azabache, trenzado y rematado con lazos de cinta, cae por la espalda. Llevan sobre la cabeza una gasa fina bordada en oro y seda, que bordea el cuello y cubre la garganta; usan pendientes de perlas y collares de coral, y una especie de jubón de mangas muy estrechas, como las nuestras bohemias; su aspecto agrada y seduce. Dícese de estas marineras que nadan como peces y no admiten es su particularísima sociedad a otras mujeres ni a ningún hombre; constituyen una especie de república independiente, a la que acuden las afiliadas desde muy jóvenes con beneplácito de sus padres, que las destinan a tal oficio...".

De hecho, una de sus descripciones más minuciosas la ofreció Manuel Bretón de los Herreros en su drama de 1842 La batelera de Pasages:

“Visten el traje ordinario de batelera y se apoyan varonil y airosamente en el remo que las sirve para mover la barquilla. Sobre la cabeza llevan sombrero de paja, rodeada la copa de ancha cinta negra -otras la llevan colorada o azul- cuyos extremos adornados con anclas doradas caen sobre el hombro. En el lazo de la cinta llevan a guisa de escarapela un ramito de siemprevivas, que es el adorno clásico de la batelera. En las orejas usan comúnmente aretes. El cuello de la camisa es bajo y queda casi cubierto por un pañuelo blanco de seda con lazo a la marinera. La chaqueta es de lana color morado, ribeteados los puños y bocamangas con cintas formando ángulos, y se abrocha con tres botones en el pecho. La saya exterior es de color chocolate y va recogida para que no estorbe los movimientos; la interior es negra, también de lana, y baja hasta los tobillos. Andan descalzas o van calzadas de cuero el día de lluvia. En este caso también se cubren con un chubasquero o impermeable de tela encerada“.

También nos describe sus barcas, pequeñas, limpias y decoradas con banderolas de colores y conducidas con habilidad y ligereza por tres mujeres, dos a los remos y una al timón. Y además añade la anécdota de como a su cocinero, al propasarse con una de ellas, ésta le abre la cabeza con un remo. Más tarde al recibir una indemnización por los desperfectos causados por la pelea, las barqueras gritaban, saltaban y bailaban al son de las panderetas.
Las barqueras de Pasajes siguieron remando hasta principios del siglo XX, cruzando la bahía de una orilla a otra, contra mareas y temporales. Se dice que Braulia Goyenechea fue la última batelera que ejerció hasta la segunda década del siglo pasado.
En 2017 el escultor Zigor García creó un cabezudo con la figura de una batelera para representar al barrio de San Juan de Pasajes y desfila en las fiestas En Pasajes hay una ruta de las bateleras en honor a las mujeres que ayudándose de sus bateles comunicaban distintas partes del puerto controlando tanto el transporte de mercancías como el de personas.
El club de remeras de traineras que compite en regatas, las bateleras de San Juan,ganaron casi todas las regatas en las que participaron aunque en 2022 no pudieron competir en la Liga Euskotren por no tener suficientes mujeres para remar.

## Bateleras en la pintura
En la colección en línea y banco de imágenes del museo de Bilbao se encuentra la obra Bateleras (Pasajes) de Darío de Regoyos y Valdés, una litografía de 1897.
Blanche Hennebutte-Feillet pintó Costumes basques espagnols : batelières de Passages que se puede ver en el Centro Cultural Koldo Mitxelena.
Richard Lyde Hornbrook hacia 1830 realizó la obra Bateleras que se encuentra en la Diputación Foral de Guipúzcoa.

## Bateleras en la literatura
La referencia más antigua data de 1618, siendo Lope de Vega quién habló de ellas como las remeras de Pasajes en su obra Los ramilletes de Madrid.Escritores como Víctor Hugo, Bretón de los Herreros, Marie Catherine Le Jumel, la Condesa d’Aulnoy, Palacio Valdés o Alejandro Laborde, las describieron también en sus escritos.